# Ефимов, Николай Ефимович (художник)
Никола́й Ефи́мович Ефи́мов (1838—1891) — русский жанровый и портретный живописец.
Родился в Рязани в 1838 году. С 1858 по 1867 год учился в Академии художеств по гравировании и живописи у профессора Ф. И. Иордана, Б. П. Виллевальде, П. М. Шамшина. В 1872 году получил звание классного художника за собственный портрет.
Участник выставок Академии художеств. Известные работы: «Поминовение усопших на кладбище», «Старушка, раскрашивающая лубочные картины», «Акварелисты под Москвой», «Любитель-музыкант, молодой», «Любитель-музыкант, старик», портрет господина Сафонова.
Одно время имел знакомство с И. П. Пожалостиным, будущим знаменитым гравером. Вместе с ним в Солотче, под Рязанью, они совершенствовались в искусстве рисования, копируя рисунки В. Ф. Тимма из «Русского художественного листка».
Умер 4 (16) сентября 1891 года. Был похоронен на Смоленском православном кладбище.